# پاتریک گای بروکینگ
پاتریک گای بروکینگ (انگلیسی: Patrick Brooking; ۴ آوریل ۱۹۳۷ – ۲۲ ژانویهٔ ۲۰۱۴) فرد نظامی اهل بریتانیا بود. وی همچنین برندهٔ جوایزی همچون نشان حمام و نشان امپراتوری بریتانیا شده‌است.